# Bartosz Muszyński
Bartosz Muszyński (ur. 26 maja 1974) – polski poeta, tłumacz, podróżnik; laureat licznych konkursów literackich. Mieszka w Ustce.

## Życiorys
Ukończył studia z anglistyki w Pomorskiej Akademii Pedagogicznej. Zadebiutował książką z wierszami „Języki Obce” (Warszawa 1999).
Publikował m.in. w Tygodniku Powszechnym, Toposie, Kresach, Opcjach, FA-art, Pracowni, Pro Arte, Autografie, Studium, Portrecie, Kwartalniku Artystycznym, Lampie i Iskrze Bożej, Megalopolis, Ha!Art, Nowym Wieku, Kulturze, Undergruncie.
Wiersze Muszyńskiego były tłumaczone na języki: angielski, francuski, rosyjski, bułgarski, ukraiński, niemiecki, węgierski.
W roku 2004 i 2010 otrzymał stypendium marszałka woj. pomorskiego w dziedzinie literatury. Stypendysta programu Miejsca Pracy w Sektorze Kultury. Staż w National Literary Trust - Londyn 2006.
Wraz z Marcinem Dymiterem (m.in. Mordy, Emiter, ex-Ewa Braun) tworzył incydentalny ansambl Muszyński&Dymiter, gdzie melorecytował swoje utwory na tle dźwięków generowanych przez Dymitera.

## Publikacje książkowe
- Bartosz Muszyński: Języki obce. Warszawa: 1999. ISBN 83-86735-52-X. Brak numerów stron w książce
- Bartosz Muszyński: Kajmany. Warszawa: 2000. ISBN 83-86735-66-X. Brak numerów stron w książce
- Bartosz Muszyński: Gwiazdobloki. Kraków: 2001. ISBN 83-88957-00-7. Brak numerów stron w książce
- Bartosz Muszyński: Lane limbo. Warszawa: 2002. ISBN 83-86735-86-4. Brak numerów stron w książce
- Bartosz Muszyński: meine kleine babylon. Kraków: 2006. ISBN 83-89911-54-X. Brak numerów stron w książce